# Heidenköpfe (Eifel)

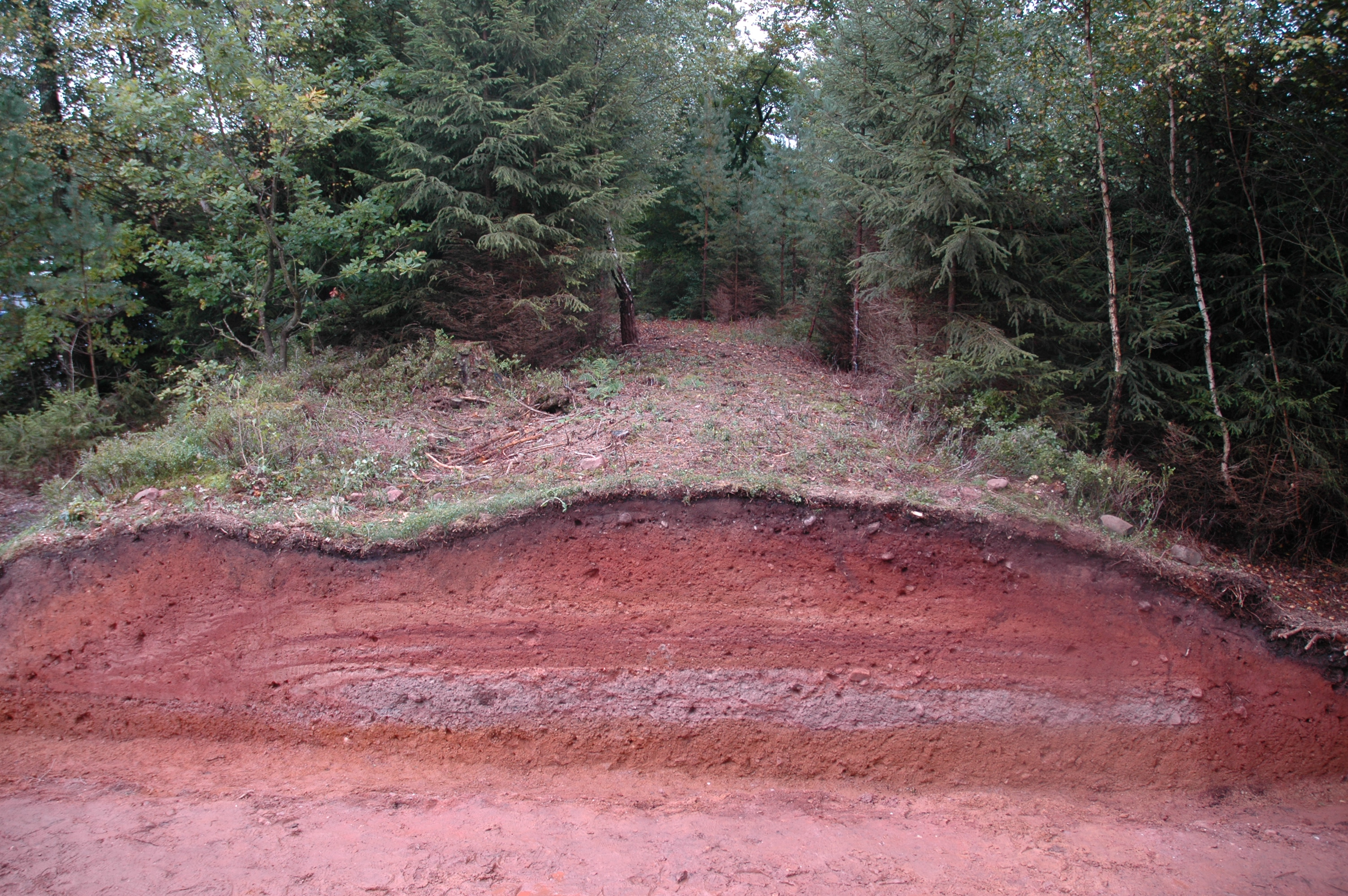
Freigelegtes Profil der Römerstraße Trier–Köln an den Heidenköpfen

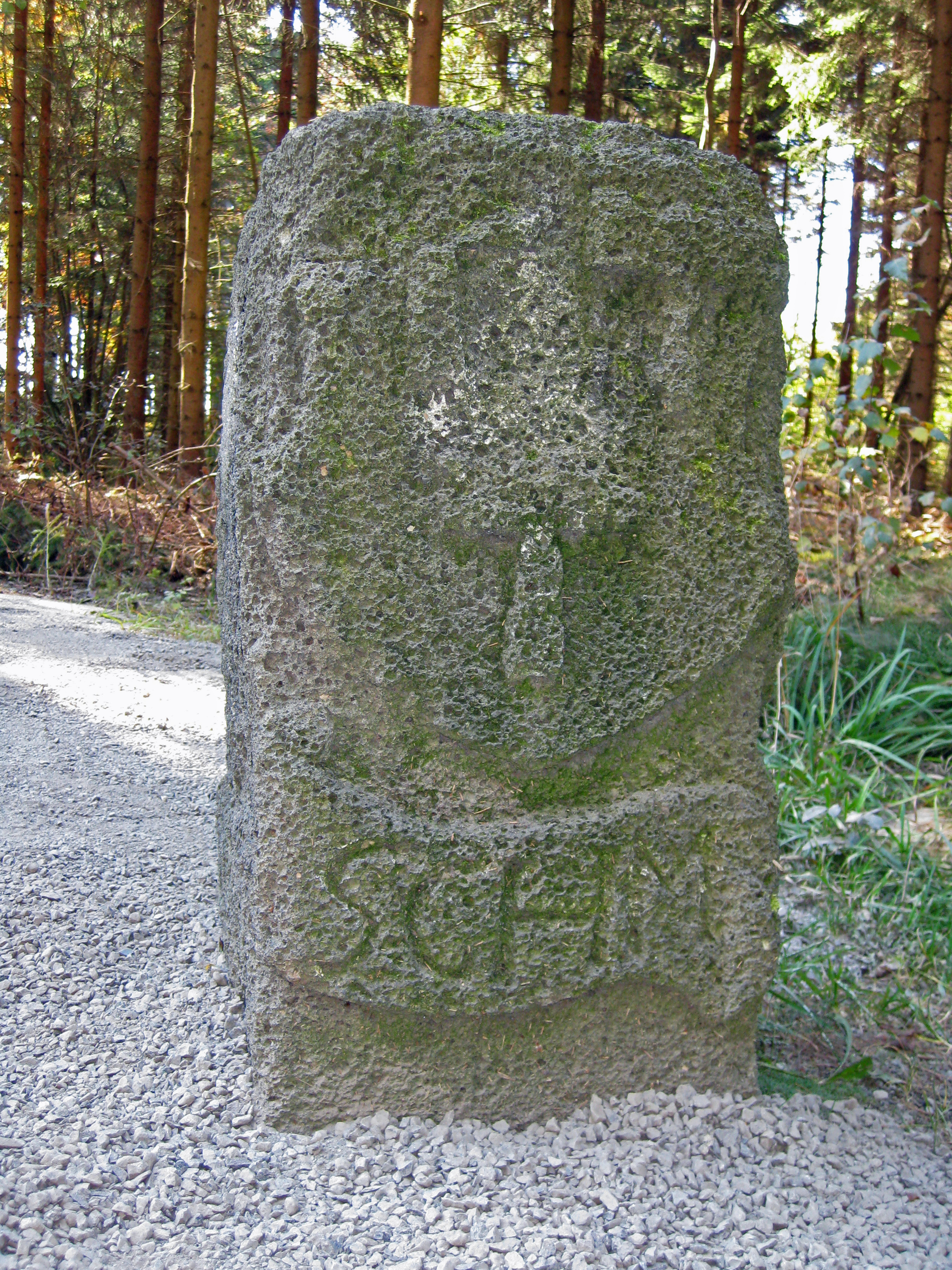
Vierherrenstein an der Römerstraße zwischen Dahlem und Esch

Die Heidenköpfe (eigentlich Heidenkopf I, Heidenkopf II und Heidenkopf III), bei Dahlem, sind eine dreiköpfige Gruppe von bis etwa 595 m ü. NHN hohen Erhebungen und Hangspornen in der Nordeifel im Kreis Euskirchen und im Landkreis Vulkaneifel in Nordrhein-Westfalen (NW) und Rheinland-Pfalz (RP).

## Geographie

### Lage
Die Heidenköpfe liegen im Ripsdorfer Wald, einem Teil der Nordeifel. In den Naturparks Hohes Venn-Eifel (NW) etwa im Norden und Vulkaneifel (RP) etwa im Süden befinden sie sich durchschnittlich rund 2 km östlich von Dahlem (NW), 3,5 km südsüdöstlich von Schmidtheim (NW), 3,5 km nordwestlich von Esch (RP) und 3 km (je Luftlinie) westlich von Waldorf (NW). Die bewaldeten Heidenköpfe erheben sich sanft ansteigend über die vorgenannten Ortschaften, die kaum niedriger liegen.
Zu den Fließgewässern an den Heidenköpfen gehören, der am Heidenkopf I entspringende Kyll-Zufluss Glaadtbach (Schmidtheimer Morbach), der am Heidenkopf II quellende Glaadtbach-Zufluss Morbach und der am Heidenkopf III entspringende Ahr-Zufluss Schaafbach (Eichholzbach).

### Erhebungen
Die drei Heidenköpfe sind – mit Höhe in Meter (m) über Normalhöhennull (NHN):
- Heidenkopf I (ca. 591 m; ⊙), NW; Hügel; mit Römerstraße
- Heidenkopf II (588,5 m; ⊙), NW; Hangsporn; mit Schießstand
- Heidenkopf III (ca. 595 m; ⊙), NW / RP; Kuppe; mit Römerstraße

### Naturräumliche Zuordnung
Die Heidenköpfe gehören in der naturräumlichen Haupteinheitengruppe Osteifel (Nr. 27) in der Haupteinheit Kalkeifel (276) zum Naturraum Eichholz-Rücken (276.3).

## Schutzgebiete
Bis auf die Flanken der Heidenköpfe erstrecken sich Teile dieser Naturschutzgebiete: NSG Nonnenbach und Eichholzbach mit Seitentälern, NSG Ehemalige Steinbrüche am Sönsberg, Lanzenberg und Kaucherbachtal, NSG In der Wasserdell und NSG Glaadtbachtal mit Nebentälern (alle NW) und NSG Schaafbachtal mit Seitentälern und Stromberg (RP). Zudem liegen Teile des Landschaftsschutzgebiets Kreis Euskirchen (NW) an den Heidenköpfen.

## Römerstraße Trier–Köln
Durch das bewaldete Gebiet zwischen Heidenkopf I und III verlief früher die Römerstraße Trier–Köln. Davon soll ein Teilstück freigeschlagen werden und die Straße am 620 m (Luftlinie) südwestlich vom Heidenkopf III befindlichen Vierherrenstein als bis heute bestehende Grenze zwischen den Gemarkungen dargestellt werden.

## Verkehr und Wandern
Nordwestlich und westlich vorbei an den Heidenköpfen führt zwischen Dahlem und Schmidtheim die Bundesstraße 51 südwestlich und südlich durch Stadtkyll und Jünkerath die Bundesstraße 421. Von letzterer zweigt in Jünkerath die Kreisstraße 67 ab, die nordostwärts nach Esch und dann weiter nach Waldorf verläuft. Westlich vorbei verläuft durch Schmidtheim, Dahlem und Jünkerath die Eifelstrecke (Eifelbahn), von der früher in Jünkerath die nach Belgien führende Vennquerbahn abzweigte. Zum Beispiel an diesen Verkehrsachsen beginnend kann man die Erhebungen auf Waldwegen und -pfaden erwandern.